# Pehr Henrik Ling
Pour les articles homonymes, voir Ling.
Pehr Henrik Ling (ou Per Henrik Ling), né le 15 novembre 1776 dans le Småland et mort le 3 mai 1839, est un pédagogue suédois considéré comme « le père de la gymnastique suédoise » et de ce que l'on connait aujourd'hui comme étant le « massage suédois. »

## Biographie
À peine diplômé (1797), Pehr Henrik Ling passe sept années à l'étranger. Son périple débute au Danemark, où sur les bateaux il fait la connaissance d'un Chinois nommé « Ming » qui partage avec lui sa passion pour les arts martiaux et la pratique du Tui Na[réf. nécessaire]. Ils deviennent rapidement partenaires d'escrime et d'entraînement à Copenhague, où Ling étudie et enseigne les langues modernes à l'Université de Copenhague. L'influence de Ming se prolonge alors qu'il accompagne Ling en Allemagne puis en France pour continuer de le conseiller et de l'entrainer[réf. nécessaire]. Ling développe une renommée grandissante pour ses prouesses en qualité d'escrimeur et athlète. Il est fasciné par le niveau d'intégration et l'efficacité des philosophies, enseignements, « gymnastiques » et exercices de son ami chinois. Il est convaincu que leur capacité à développer la force, la flexibilité et la vitalité sont essentiels au perfectionnement de sa passion, l'escrime.
Il continue ses voyages vers l'Angleterre et perd contact avec Ming. Sa renommée continue de s'accroître mais également ses blessures, problèmes de santé (rhumatismes) et difficultés financières. Il décide alors de retourner en Suède (1804). Il s'y installe comme professeur d'escrime et de « conditionnement physique » ; il pratique sur lui-même des manipulations et exercices physiques appris de Ming et surtout destinés à le soulager de douleurs liées à une santé incertaine et à de violents rhumatismes. Il est, en 1805, nommé maître d'armes à l'université d'Uppsala. Complètement rétabli, il est convaincu que son régime de manipulations et d'exercices quotidiens est responsable de sa guérison. Il est alors animé par le désir de partager et perfectionner ce système pour en faire bénéficier le plus grand nombre. À l'époque, des enseignements obtenus d'un « Chinois » ne peuvent être reconnus par les dirigeants universitaires fortement influencés par le clergé et les médecins ; il se met donc à étudier l'anatomie, la physiologie et complète tout le curriculum de formation de médecine.
Pehr Henrik Ling propose alors une méthode préconisant une pratique graduelle et adaptée : pédagogique, médicale, militaire et ascétique, constitue deux groupes pratiques : l'une destinée à préserver et développer la santé, l'autre à favoriser la guérison plus particulièrement liés aux aspects moteurs du corps. Il collabore avec l'institut royal de gymnastique afin de former des professeurs (1813). Sous son impulsion, la gymnastique devient obligatoire dans les écoles suédoises (1820). Il élabore son « système de massage standard » conçu pour être « compatible » avec le langage et les pratiques médicales courantes.
L'héritage du Docteur Ling est important dans le domaine sportif, en particulier en milieu scolaire, mais aussi dans le domaine médical. Pourtant, Ling et ses premiers disciples ne laissèrent que peu d'écrits sur leurs travaux et sur les influences orientales de son compagnon de voyage (Tui Na et arts martiaux).
C'est le Dr Johan Georg Mezger (1838-1909) dans son travail de collation et documentation du « système de massage standard » nomma un groupe réduit des techniques employées par le Dr Ling le « système de massage suédois ». Ces techniques du « Massage Suédois » étaient : l'Effleurage (balayages lents et glissé), « le Pétrissage » (pression et soulèvement des muscles), « les Frictions » (Frottements en mouvements fermes, profonds et circulaires), « le Tapotement » (mouvements de percussions à mains ouvertes, ou fermées ou pressions alternatives légères), la Vibration (secouer, ou faire onduler/vibrer des muscles spécifiques) qui devaient s'appliquer dans une approche considérant le patient dans son ensemble (approche holiste). Ce travail du Dr Mezger rétablit la filiation étroite avec les techniques de massage chinois (Tui Na) et sa philosophie : ces techniques constituaient alors et constituent encore les techniques de base du Tui Na.
Malgré les réactions hostiles des tenants d'une médecine plus conventionnelle, Ling est élu en 1831 à l'académie médicale suédoise. Il est également élu à l'académie suédoise en 1835. Il meurt quatre ans plus tard en 1839.

### Héritage, bibliographie

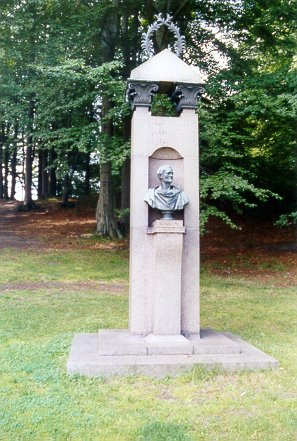
Buste de Pehr Henrik Ling à Göteborg

Plusieurs variations biographiques ou documentaires concernant le Dr Pehr Henrik Ling ses pratiques et philosophies furent publiées : A Handbook of Medical Gymnastics (édition anglaise, 1899), par le Dr Anders Wide de Stockholm représentant les aspects plus conservateurs des pratiques de Ling. Le système d'Henrik Kellgren, tel que décrit dans The Elements of Kellgren's Manual Treatment (1903) par Edgar F. Cyriaxbien, que basé sur celui de Ling pousse encore plus loin... Influencé par les écrits du Dr Johan Georg Mezger et son propre travail en tant que directeur et professeur de gymnastique à Stockholm. Consultez aussi le Encyclopaedic work Sweden : its people and its industry : historical and statistical handbook (1904), p. 348, édité par Gustav Sundbärg pour le gouvernement suédois.
Autres références : textes de l'Encyclopædia Britannica Eleventh Edition, une publication maintenant dans le domaine public. Lettres manuscrites entre Pehr Henrik Ling et ses collègues.